# Bukvice
Bukvice (en allemand : Bukwitz) est une commune du district de Jičín, dans la région de Hradec Králové, en République tchèque. Sa population s'élevait à 168 habitants en 2022.

## Géographie
Bukvice se trouve à 6 km au sud-ouest de Jičín, à 44 km au nord-ouest de Hradec Králové et à 72 km au nord-est de Prague.
La commune est limitée par Ostružno au nord, par Podhradí au nord-est, par Veliš au sud-est, par Chyjice au sud, et par Střevač à l'ouest.

## Histoire
La première mention écrite de la localité date de 1327.

## Galerie

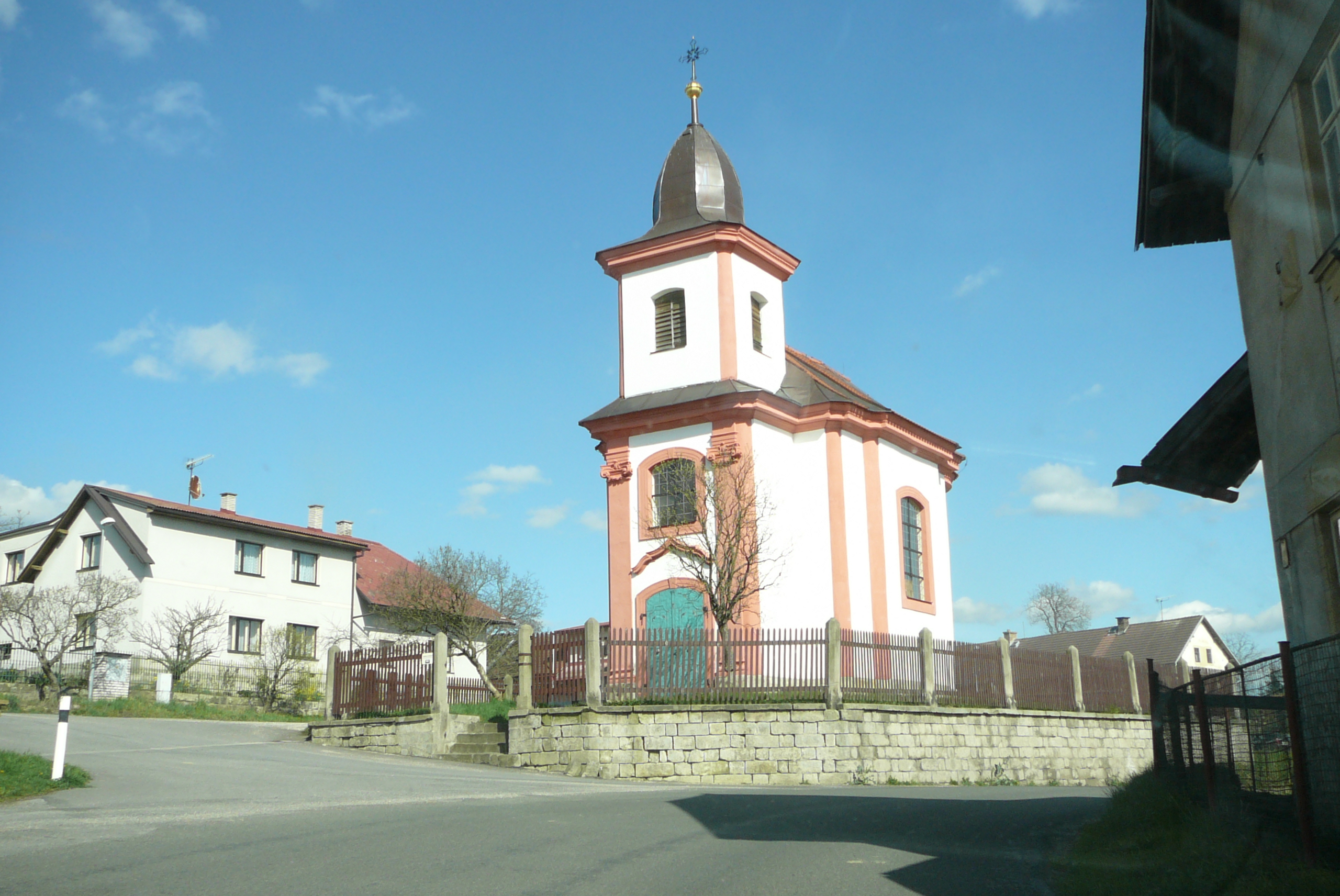
Chapelle à Bukvice.
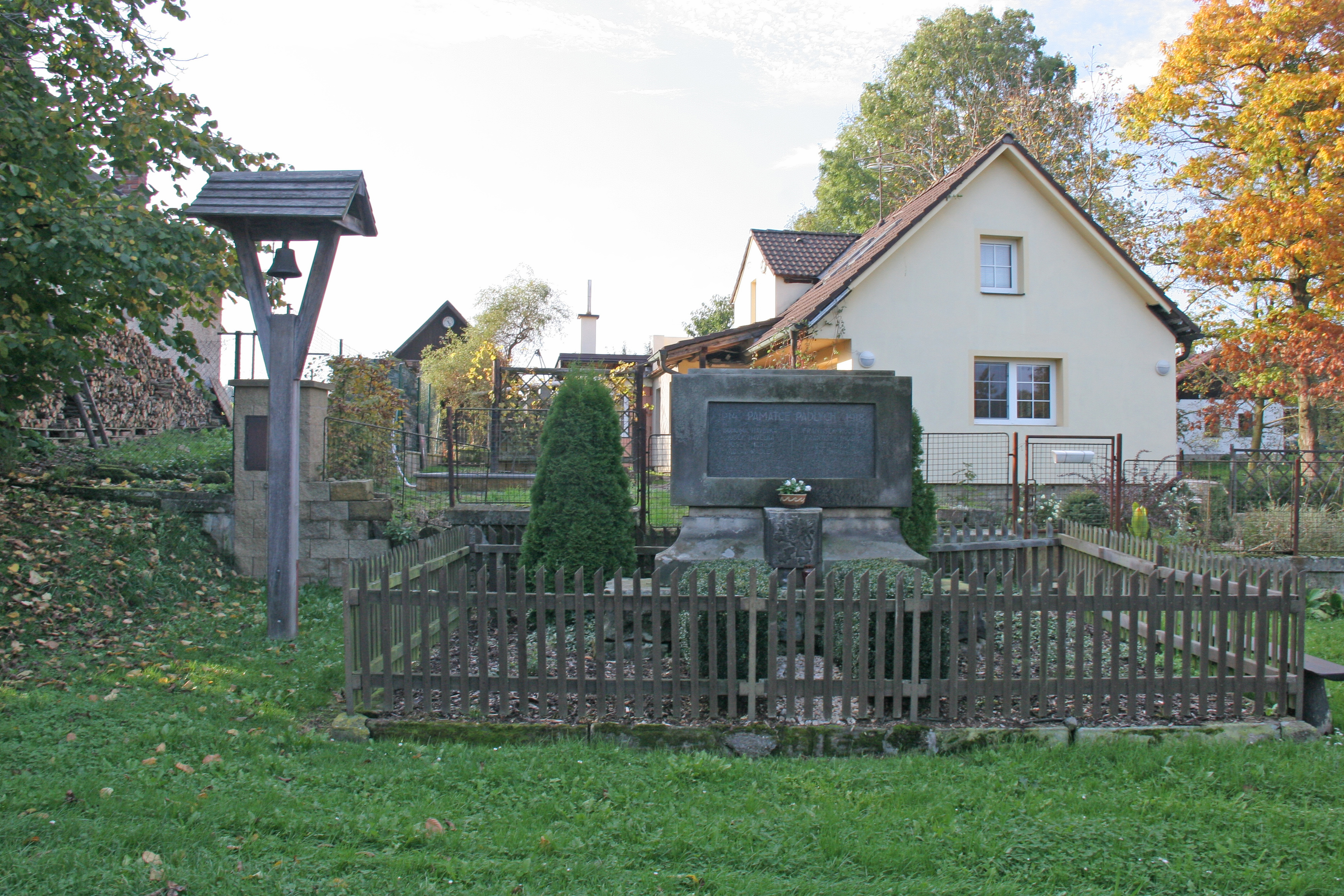
Křelina : monument aux morts.

## Transports
Par la route, Bukvice se trouve à 7,5 km de Jičín, à 54 km de Hradec Králové et à 94 km de Prague. 